# Uczta Baltazara (film)
Uczta Baltazara – polski film sensacyjny z 1954 roku w reż. Jerzego Zarzyckiego na podstawie powieści Tadeusza Brezy pod tym samym tytułem.

## Opis fabuły
Polska roku 1947. Do kraju powraca inżynier Andrzej Uriaszewicz. Przyjeżdża tylko po to, aby wydobyć i przemycić ukryty podczas wojny obraz słynnego włoskiego malarza Veronese pt. Uczta Baltazara. Skrytka w ruinach jest jednak pusta. Przy pomocy swojego wspólnika – kombinatora Hazy, Uriaszewicz podąża tropem obrazu. Na pewnym etapie, dla ułatwienia poszukiwań podejmuje pracę jako nauczyciel fizyki w prowincjonalnej szkole. Zakochuje się również w tancerce Halinie Stępczyńskiej. Coraz bardziej przy tym angażuje się w życie odbudowującego się kraju, gdzie w końcu decyduje się pozostać, a kiedy odzyskuje obraz – postanawia przekazać go muzeum. Jednak jego wspólnik ma inne plany: wykrada Uriaszewiczowi podstępem drogocenne płótno i próbuje z nim uciec za granicę przez Bałtyk. Jego eskapada kończy się jednak tragicznie – Haza tonie, a Uczta wraz z nim pogrąża się w odmętach. Uriaszewicz jest wówczas już cenionym pracownikiem portu w Oliksnej na Ziemiach Odzyskanych, gdzie przyjeżdża do niego ukochana Halina. W zakończeniu również okazuje się, iż rzekomo cenny obraz był jedynie kopią słynnego dzieła, które kilkadziesiąt lat wcześniej zostało sprzedane przez polskiego właściciela za granicę.  

## Obsada aktorska

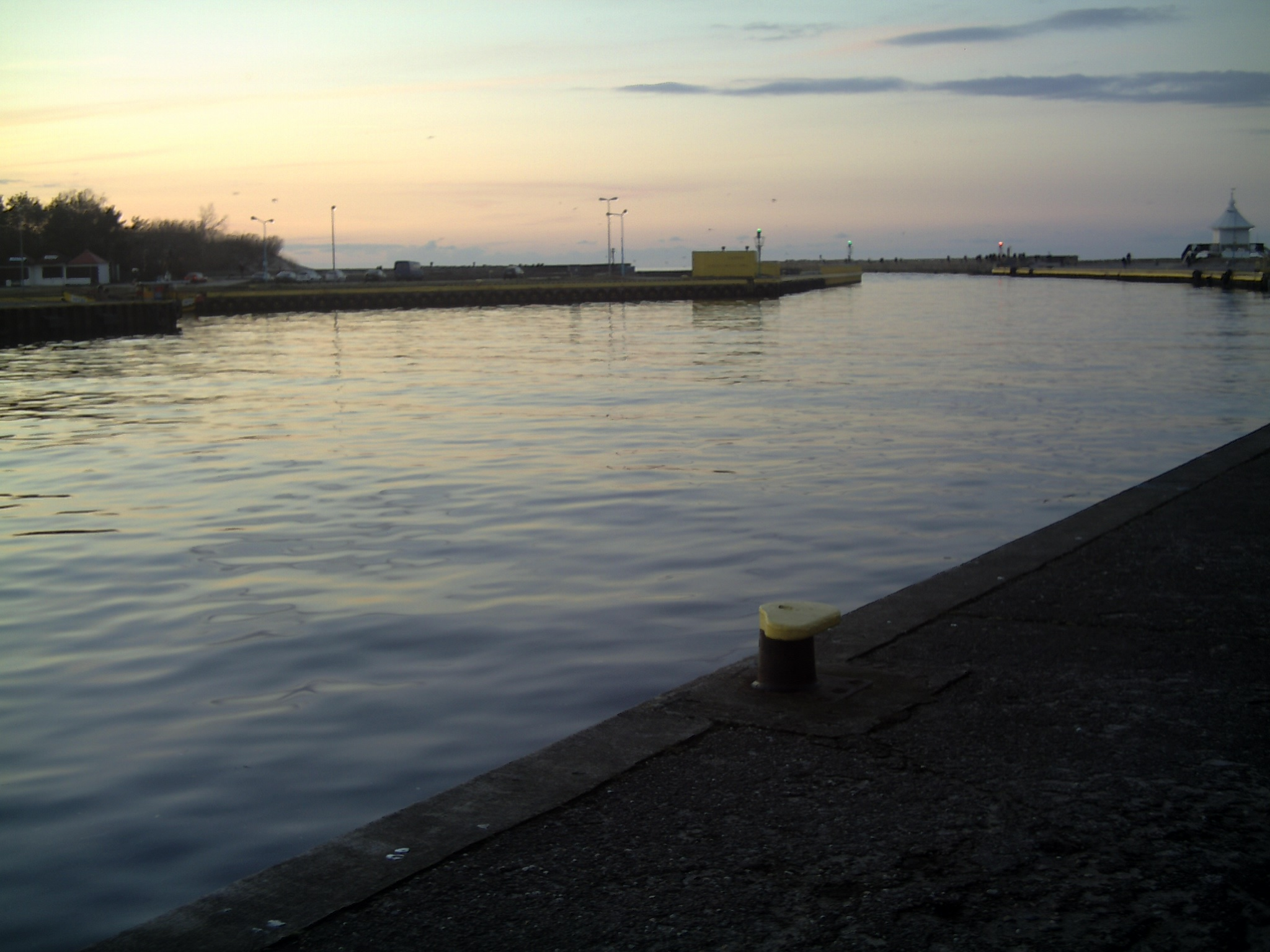
Port w Ustce, w którym kręcono filmowe plenery

- Jerzy Pietraszkiewicz – inż. Andrzej Uriaszewicz
- Olga Sawicka – Halina Stępczyńska
- Kazimierz Wichniarz – Zbigniew Haza
- Zorika Zarzycka – kelnerka
- Nina Andrycz – tancerka Joanna d'Ursins
- Michał Leśniak – Birkut, kapitan portu Oliksna
- Tadeusz Białoszczyński – Tomczyński
- Zofia Mrozowska – Tomczyńska
- Seweryn Butrym – proboszcz ze Skrzydlewa
- Janusz Jaroń – stryj Andrzeja, dyrektor "Polchemu"
- Józef Kondrat – Kienzel
- Józef Nalberczak – por. Kuszel, szef ochrony budowanej fabryki penicyliny
- Józef Kostecki – Dubieński, znajomy Hazy z czasów wojny
- Barbara Rachwalska – gospodyni proboszcza

i inni.

## O filmie
Film był pierwszą z trzech kolejnych ekranizacji prozy Tadeusza Brezy stanowiących adaptację jego „socrealistycznej, pełnej schematów powieści”. Uwagę zwracały udane zdjęcia dwóch debiutantów (Bogusława Lambacha i Sergiusza Sprudina). Poza tym film spotkał się ze słabym odbiorem – krytyka wytykała liczne słabości i niedociągnięcia, a towarzyszył temu brak zainteresowania ze strony publiczności. Powstał nawet kalambur – Nie uczta Baltazara, sami się uczta, który Marek Hendrykowski przypomina w związku z widoczną w kinie socrealistycznym niechęcią do czerpania z wzorców i osiągnięć dawniejszej sztuki filmowej.

## Plenery
Ustka, Warszawa (m.in. Łazienki, ul. Nowy Świat, Aleje Ujazdowskie, Dworzec PKP Warszawa Główna).

## Fakty o motywie malarskimUczta Baltazara
Tytułowy obraz Uczta Baltazara istnieje naprawdę, jednak wbrew temu, co wynika z fabuły filmu, Veronese nigdy nie był autorem takiego dzieła. Motyw uczty kilkakrotnie pojawiał się w historii światowego malarstwa, malowali go m.in. Anglik John Martin i Amerykanin Washington Allston. Jednak najsłynniejszy obraz o tym tytule wyszedł spod pędzla Rembrandta. Płótno to nigdy nie znajdowało się w Polsce i nie było własnością prywatną. Najprawdopodobniej autor pierwowzoru scenariusza – Tadeusz Breza, zmienił autora dzieła na mniej znanego malarza (choć również wybitnego), aby uwiarygodnić istnienie arcydzieła tej klasy na ziemiach polskich.